# جوريم (أوجان الشرقي)
جوریم (بالفارسية: جوریم) هي مستوطنة تقع في إيران في قسم أوجان الشرقي الريفي. يقدر عدد سكانها بـ 64 نسمة .